# Acheroraptor
Acheroraptor là một chi khủng long theropoda thuộc họ Dromaeosauridae sống tại thành hệ Hell Creek tầng Maastricht thuộc Montana, Hoa Kỳ. Nó gồm một loài duy nhất, Acheroraptor temertyorum. A. temertyorum hiện được xem là loài xuất hiện muộn nhất trong họ Dromaeosauridae.